# 梅季夫卡
49°15′36″N 29°19′59″E / 49.26000°N 29.33306°E
梅季夫卡（烏克蘭語：Медівка），是烏克蘭的村落，位於該國西南部文尼察州，由文尼察區負責管轄，始建於1450年，面積2.66平方公里，海拔高度226米，2025年人口654。